# Pierwszy Zbór Kościoła Chrześcijan Baptystów "Wspólnota Nowego Przymierza" w Poznaniu
Pierwszy Zbór Kościoła Chrześcijan Baptystów "Wspólnota Nowego Przymierza" w Poznaniu – zbór Kościoła Chrześcijan Baptystów znajdujący się w Poznaniu, przy ulicy Grunwaldzkiej 53. W 1926 roku zbór był prowadzony przez Szymona Bilińskiego.
Nabożeństwa odbywają się w każdą niedzielę o godzinie 10:00 oraz w każda środę o godzinie 18:00.